# Фламинио Палеолог
Фламинио Палеолог (Kазале Монферат, 1518 — Гоито, 24. мај 1571) је био италијански војник.

## Биографија
Био је ванбрачни син маркиза Јована Ђорђа од Монферата, последњег маркиза Монферата из династије Палеолог. Након његове смрти 1533. године, почела је борба око наслеђа царског феуда Монферата. Године 1536. цар Карло V је предао феуд Маргарита Палеолог, која се 1531. године, удала за Федерика II од Мантове, војводу од Мантове, у Мантови.
Царски декрет је поништио Фламинијеве претензије јер, будући да је био ванбрачни син, није могао да претендује на наследство Монферата. Међутим, од свог оца је 1532. године, добио управу над Сан Ђорђо Монферато и Калузо. Под владавином Вилијама Гонзаге, војводе од Мантове и маркиза од Монферата, Фламинио је постављен за гувернера Монферата.
Континуирано малтретирање које су Гонзаге спроводили према становништву натерало је грађане на побуну. Фламинио је такође учествовао у завери која је 1567. године требало да доведе до убиства војводе Вилијама Гонзаге, приликом инаугурације бискупа Казалеа Амброђо Алдегатија: војвода Вилијам је спашен јер су његови људи на време открили заверу. Фламинио Палеолог је ухапшен и одведен у затвор у тврђави Гоито, где је војвода Вилијам наручио од Агустина Вала, гувернера Мантове, да отрује Фламинија.
Доктор Франческо Валерио и фармацеут "месер Паволо" били су Валине извршне руке. Фламинио је умро од тровања двојице лекара 24. маја 1571. године.

## Потомство
Фламинио се оженио Луцином дела Торе из Мантове, са којом је имао седморо деце:
- Теодоро, који је учествовао у завери против породице Гонзага;
- Јохн;
- Лаура;
- Маргарита;
- Исабела;
- Елеанор;
- Фердинанд.